# Pavel Pernikaŭ
Pavel Pernikaŭ (en bielorruso: Павел Пернікаў; también Pavel Pernikov, en ruso: Павел Перников) es un activista de derechos humanos y editor de Wikipedia bielorruso fue condenado el 7 de abril de 2022 por un tribunal bielorruso a dos años de prisión por realizar dos ediciones en Wikipedia y publicar un artículo en el sitio web de una organización de derechos humanos. Es reconocido como un preso político por las organizaciones de derechos humanos bielorrusas.

## Biografía
Pernikaŭ estudió en la Universidad Estatal de Brest. En 2013, participó en el concurso de trabajos estudiantiles para el vigésimo aniversario de la Conferencia Mundial de Derechos Humanos y recibió un diploma de la oficina de las Naciones Unidas en Bielorrusia. También participó en actividades de derechos humanos en la región de Brest. Para 2021 dirigía el servicio de prensa de la sección bielorrusa de la Sociedad Internacional de Derechos Humanos.

## Proceso
El 28 de marzo de 2022, la fiscalía regional de Brest informó de que se había trasladado al tribunal la causa penal de un "residente en Brest desempleado de 30 años" previamente detenido, acusado de "cometer actos que desacreditan a la República de Bielorrusia", una violación del artículo 369-1 del Código Penal de Bielorrusia, penada con hasta cuatro años de prisión. Los fiscales alegaron que, entre el 29 de diciembre de 2020 y el 30 de abril de 2021, el acusado había difundido deliberadamente en Wikipedia y en el sitio web de la Sociedad Internacional de Derechos Humanos "información falsa sobre la implicación de las autoridades bielorrusas en el asesinato en octubre de 2004 de la periodista Veronika Cherkasova, así como en la tortura y el asesinato de personas".
Al día siguiente, 29 de marzo de 2022, el Tribunal Regional de Brest celebró una sesión a puerta cerrada para escuchar las quejas de Pernikaŭ en relación con "la detención, el arresto domiciliario, la prórroga del periodo de detención y el arresto domiciliario, así como el internamiento forzoso en un hospital pericial psiquiátrico".
El juicio de Pernikaŭ comenzó el 6 de abril de 2022 en el tribunal del distrito de Moscú en Brest. En el juicio, la fiscal, Elena Tikhanovich, solicitó que Pernikaŭ fuera condenado a dos años de prisión en base a tres supuestas violaciones:
1. Añadir a un artículo de la Wikipedia bielorrusa sobre las muertes relacionadas con las protestas de 2020-2021 en Bielorrusia un párrafo sobre el asesinato de Gennady Shutov y la falta de voluntad de las autoridades bielorrusas de asumir la responsabilidad de dichos asesinatos;
2. Añadir a un artículo de la Wikipedia bielorrusa sobre la censura en Bielorrusia una mención al asesinato en 2004 de la periodista Veronika Cherkasova; y,
3. La publicación en el sitio web de una organización de derechos humanos de un artículo sobre la tortura y la muerte en las colonias penales y centros de detención bielorrusos.[4][8]

Al día siguiente, 7 de abril de 2022, el juez Eugene Bregan declaró a Pernikaŭ culpable de "desacreditar a la República de Bielorrusia" en violación del artículo 369-1 del Código Penal bielorruso y aceptó la recomendación del fiscal, condenando a Pernikaŭ a dos años de prisión.

## Reacciones
El 11 de abril de 2022, Pernikaŭ (junto con otros 17 bielorrusos) fue reconocido como preso político por organizaciones de derechos humanos bielorrusas: el Centro de Derechos Humanos de Viasna, Iniciativa Legal, la Asociación Bielorrusa de Periodistas, Lawtrend, Casa Bielorrusa de Derechos Humanos Barys Zvozskau. Pidieron la liberación inmediata de Pernikaŭ y otros presos políticos de Bielorrusia y el cese de la persecución penal contra ellos.